# Kolegiata Świętych Apostołów Piotra i Pawła w Lidzbarku Warmińskim
Kościół św. Piotra i Pawła oraz Michała Archanioła (farny) w Lidzbarku Warmińskim. Od 2008 roku siedziba kapituły kolegiaty.

## Historia kościoła
Pierwszym proboszczem lidzbarskim w latach 1305–1321 był ks. Heynemann, który posługę kapłańską sprawował w kościele drewnianym. Przypuszczalnie pierwszy kościół drewniany w Lidzbarku spalił w 1311 r. książę litewski Witenes. Znana jest data konsekracji kościoła drewnianego z roku 1315 pw. Świętych Apostołów Piotra i Pawła.
Budowę świątyni murowanej zrealizowano w II połowie XIV w. w formie trójnawowej, pięcioprzęsłowej hali. Kościół posiada sklepienia gwiaździste z końca XIV w. w nawie głównej i nawach bocznych oraz z XV w. w kaplicach przywieżowych. Wieża kościelna, początkowo niska z nadbudową drewnianą, wybudowana została w ostatnich latach XIV w. i była podwyższana w dwóch kolejnych wiekach do obecnej wysokości 66 m. Po pożarze kościoła w 1698 (spłonął dach i wieża) i później wykonanym remoncie na dachu kościoła pojawiła się barokowa sygnaturka, a wieżę kościelną ozdobił hełm o trzech piramidalnie ustawionych latarniach zakończony chorągiewką z herbem biskupa Teodora Potockiego. Kościół został rozbudowany w latach 1892–1896, kiedy to od strony wschodniej dobudowano neogotyckie trójnawowe bazylikowe prezbiterium, nową zakrystię i kruchty boczne.

## Wnętrze

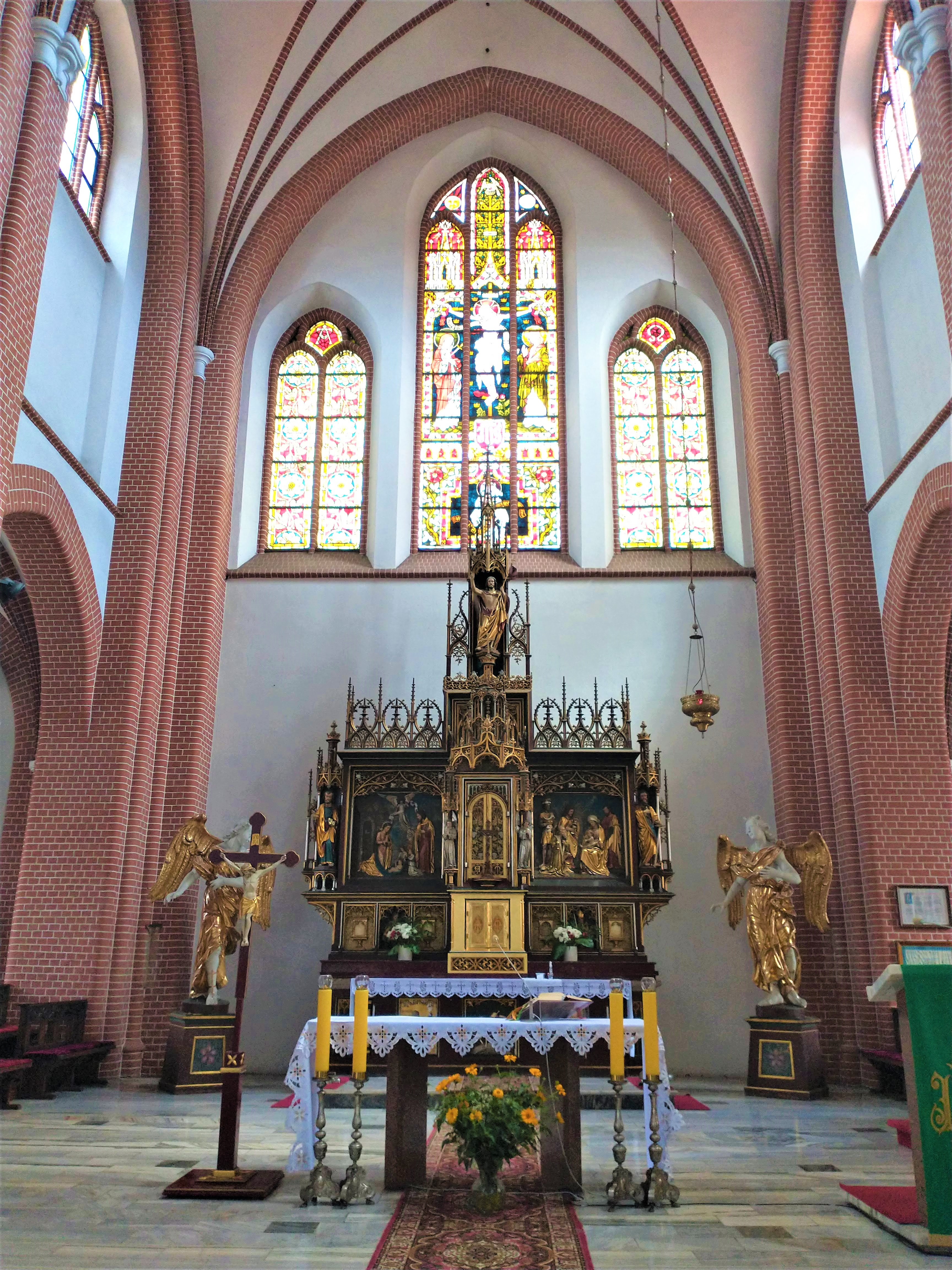
Nawa główna

W kościele Św. Apostołów Piotra i Pawła przeważa wyposażenie neogotyckie, chociaż zachowała się część starszych zabytków.

### Ołtarze

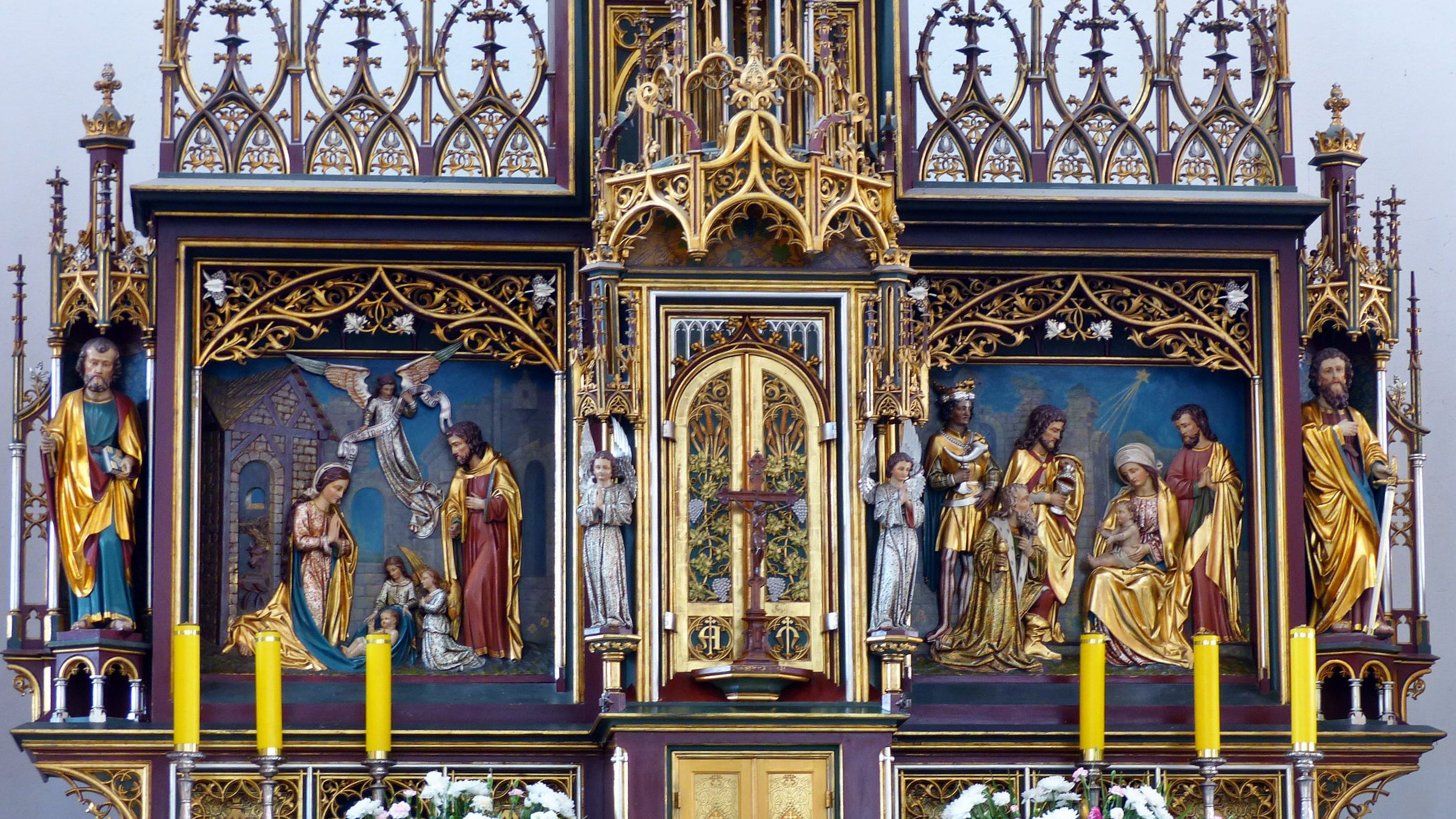
Ołtarz główny

W kościele już w XVI w. było dziewięć ołtarzy. Obecny neogotycki ołtarz główny pochodzi z pierwszego dwudziestolecia XX w. Ozdobą tego ołtarza jest rokokowa balustrada wykonana przypuszczalnie przez Schmidta z Reszla i posągi dwóch aniołów przypisywane Perwangerowi z Tolkmicka. W zwieńczeniu ołtarza bocznego w zakończeniu nawy południowej znajduje się grupa św. Anny Samotrzeciej z ok. 1500 r. W ołtarzu tym znajduje się obraz MB Śnieżnej z XVII w. zakryty srebrną sukienką. W lidzbarskiej farze z ołtarzy bocznych znajdujących się przy filarach dwa zasługują na uwagę. Ołtarz (przy trzecim filarze od prezbiterium, między nawą środkową a południową) z XVII w. z obrazem św. Walentego uzdrawiającego chorego – obraz malowany przez Meyera, oraz równoległy ołtarz po stronie północnej św. Michała Archanioła fundowany przez biskupa warmińskiego Szyszkowskiego.

### Epitafia
W posadzce kościoła zachowało się ok. 25 znacznie już zatartych płyt nagrobnych. Najcenniejsze z okresu renesansu są wmurowane w ścianę kościoła. Należy do nich mosiężna płyta Hildebranda Ferbera (brata biskupa Ferbera zmarłego w 1530) oraz Krystyny Flaschbinder (matki biskupa warmińskiego Jana Dantyszka zmarłej w 1539). Do późniejszych należą: epitafium Jerzego Szyszkowskiego fundowane w 1641 przez biskupa Mikołaja Szyszkowskiego i płyta nagrobna Tomasza Bagniewskiego fundowaną 1736 przez biskupa Szembeka.

### Skarbiec
O skarbcu lidzbarskiej fary pisał Mieczysław Orłowicz w następujący sposób:
W skarbcu kilka artystycznych zabytków, wśród nich pięć kielichów gotyckich trzy renesansowe i dwa barokowe, pozłacany mały pacyfikał gotycki, oraz bardzo piękny pacyfikał barokowy. Jest tu też, jeszcze z epoki gotyckiej pochodzący, relikwiarz w formie popiersia św. Idy, miedziany, złocony ze srebrną koroną na głowie (XV w.).
Do najważniejszych zbiorów skarbca lidzbarskiej fary należą:
- herma św. Idy z ok. 1420 r. w srebrnej koronie z XX w.
- gotyckie kielichy (dwa z XV w. i jeden z XVI w.)
- pacyfikał (krzyż) z XVI w. – posiadający stopę i nodus z początków XVIII w., z umieszczonym na nim krzyżem z XVI w.
- pacyfikał z XIII w. i stanowiąca komplet XVIII w. monstrancja

### Pozostałe wyposażenie
- rokokowe rzeźby,
- barokowa chrzcielnica,
- wczesnorenesansowa płyta nagrobna z 1530 z warsztatu Vischerów,
- przy kościele figura Maryi z Dzieciątkiem z 1709 oraz fragment barokowego muru udekorowanego dziewięcioma posągami apostołów[2].